# Цинкейзен, Людвиг
Конрад Людвиг Дитрих Цинкейзен (нем. Konrad Ludwig Dietrich Zinkeisen; 3 июня 1779, Ганновер — 28 ноября 1838, Брауншвейг) — немецкий скрипач и композитор.
Начал учиться музыке у своего отца, с пятнадцатилетнего возраста продолжил образование в Вольфенбюттеле. В 1801—1803 гг. играл на гобое в военном оркестре в Люнебурге. Затем перебрался в Гёттинген, где занял позицию концертмейстера в университетском оркестре под руководством Иоганна Николауса Форкеля, у которого также учился музыкально-теоретическим дисциплинам. С 1819 года придворный музыкант в Брауншвейге, вёл также педагогическую работу (среди его учеников Йозеф Адольф Лейброк и Луи Кёлер).
Среди произведений Цинкейзена — оркестровые увертюры к «Макбету» Шекспира и «Праматери» Грильпарцера, шесть скрипичных концертов, двойной концерт для скрипки и альта с оркестром, три струнных квартета, концерты для гобоя, для кларнета, для бассетгорна и для фагота с оркестром, вариации для двух валторн с оркестром, многочисленные инструментальные пьесы и пьесы для военного оркестра, хоровые сочинения. Кроме того, занимался вопросами музыкальной теории и в «Универсальном музыкальном словаре» Густава Шиллинга назван «дельным теоретиком» (нем. tüchtiger Theoretiker).
Оба сына Цинкейзена также стали музыкантами.